# 第6號交響曲 (賀凡尼斯)
《第6號交響曲》，作品173，是美籍亞美尼亞作曲家賀凡尼斯的交響樂作品，標題稱為「天國之門」（Celestial Gate），創作於1959年，並於1960年出版。作品是受商人兼慈善家愛德華·斑傑文（Edward Bernard Benjamin，1897-1980）所委托。斑傑文出身於新奧爾良，一直對當地的文化藝術推動工作不遺餘力，並多次以贊助人身份，委約不同的作曲家為新奧爾良交響樂團（現時經重組後，改稱為路易斯安那管絃樂團 （页面存档备份，存于））撰寫作品。賀凡尼斯及後亦創作了《第11號交響曲》作為樂團成立25週年時的委約作品。

## 創作背景
1959年，賀凡尼斯正於印度遊歷，在一封寄往亞美利亞Hairenik周報的來信中，他提及到剛剛完成了第6號及第7號交響曲。樂曲的靈感源自他的一位畫家朋友喬望努（Hermon di Giovanno）所畫的一幅作品「天國之門」，這幅作品在賀凡尼斯在世時一直都在他的住所內。同時他亦稱喬望努不但是他的好友，也是他的心靈啟蒙者，讓他對自身的亞美尼亞文化根源，以及後來對東方思想文化有深入的認識。「天國之門」所代表的，正正就是一種融合了不同文化精髓所衍生出來的境界。

## 分析

### 樂隊編制
樂譜上標示本曲以一個較小型的樂隊規模去演奏，所需的樂手數目和室樂團相約。管樂手只需6名，另加2名敲搫樂手以及豎琴，其餘為常規五部絃樂。但以樂曲的舖排上，絃樂器明顯地主導了整首作品，其他樂器相對地只是在合適的時候作為陪襯角色而已。
- 木管樂器：長笛、雙簧管、單簧管、巴松管
- 銅管樂器：圓號、小號
- 敲擊樂器（2位）：定音鼓、管鐘
- 絃樂器：第1小提琴、第2小提琴、中提琴、大提琴、低音提琴、豎琴

依照工具書《管弦樂作品手冊》之簡記方法，上述之配器可記為"1 1 1 1—1 1 0 0—tmp+1—hp—str"。

### 結構
樂曲為單樂章結構，並可再細分為多個部份。
- 引子及第1部份

開頭部份的速度為行板，在中、低音的絃樂器的撥絃及持續長音中，巴松管先帶出了引子，一連串由絃樂所奏的和絃組成各小段之間的間場，及後單簧管吹奏出第1個主題，中提琴則作出相應的對位伴奏；過場後雙簧管重新吹奏第1個主題，但減省了開頭的8小節；再過場後，速度稍為加快，由第1小提琴主導主題旋律，但主題卻被拆散為多個小片段，這些小片段以重覆、改變節奏、移位等寫作技巧穿插在其中，木管樂器則間中以齊奏突出重要旋律片段；最後一次速度回復至原速，並只由再細分為四部的第1小提琴重新拉奏出完整的主題旋律，隨即進入過場部份。
- 過場

再可細分為兩部份：第1部份為賀凡尼斯常用的7/4節奏，以豎琴急促的琶音及低音提琴的分部撥絃襯托下，中提琴（巴松管在其中一次加入齊奏）拉奏出如聖咏般的3+4拍樂句；第2部份則為絃樂器的「自由演奏」樂段－同樣亦是賀凡尼斯慣用的寫作手法：樂手根據樂譜上所列寫的音群，各自以自己的速度拉奏及重覆，並按照音量變化營造所需效果。兩部份互相交替出現。
- 第1部份再現
- 第2部份
- 過場
- 第3部份